# Bodil Valero
Bodil Valero (née le 14 mai 1958 à Jönköping) est une femme politique suédoise membre du Parti de l'environnement Les Verts.

## Biographie
Élue députée au Riksdag en 2006, elle devient députée européenne lors des élections européennes de 2014.